# Podolasia peninsularis
Podolasia peninsularis är en skalbaggsart som beskrevs av Henry Fuller Howden 1954. Podolasia peninsularis ingår i släktet Podolasia och familjen Melolonthidae. Inga underarter finns listade i Catalogue of Life.